# Le Tueur du vendredi
Série Vendredi 13
Vendredi 13
(1980) Meurtres en 3 dimensions
(1982)
Pour plus de détails, voir Fiche technique et Distribution.
Le Tueur du vendredi ou Vendredi 13 : Chapitre 2 (Friday the 13th Part 2) est un film d'horreur américain de Steve Miner sorti en 1981.
Le film met en scène Jason Voorhees qui revient se venger du meurtre de sa mère. Après avoir quitté Crystal Lake pour assassiner Alice qui avait décapité sa mère, il revient au camp sanglant. Cinq ans plus tard, le moniteur-chef Paul Holt organise un stage de perfectionnement des moniteurs dans un camp se trouvant près du territoire du camp sanglant. Après que deux des moniteurs aient pénétré dans ce que Jason considère comme son territoire, il s'attaque à toutes les personnes du camp.
Deuxième opus de la saga Vendredi 13, il suit Vendredi 13 (1980) et est le premier film à mettre en vedette le personnage de Jason Voorhees.
Il est considéré comme un remake de La Baie sanglante de Mario Bava,.

## Synopsis
Deux mois après les meurtres perpétrés par Pamela Voorhees à Crystal Lake, Alice (Adrienne King), la seule survivante de ces meurtres, est sauvagement assassinée chez elle par Jason Voorhees, devenu maintenant adulte. Il lui a enfoncé un pic à glace dans la tête après qu’elle ait découvert la tête tranchée de Pamela dans son réfrigérateur. Jason ne s’est pas noyé dans le lac comme sa mère le croyait, et il a été témoin du meurtre de sa mère. Ceci l’a conduit à se cacher dans la forêt dans le but de prendre sa vengeance sur celle qui a tué sa mère ou quiconque tentant de l’arrêter.
Cinq ans plus tard, un groupe d’adolescents se rend dans un nouveau camp à Crystal Lake pour se former au métier de moniteur. Paul (John Furey) raconte l’histoire de Jason jusqu’à ce que le groupe et lui soient attaqués par un homme portant un masque sur son visage. Cependant, il s’agit d’une blague de la part de Paul, affirmant au groupe que Jason est mort. Tandis que Ralph, un vieil homme, observe Paul et sa petite amie en train de flirter, Jason l’attaque et l'étrangle avec du fil barbelé. Winslow, un officier de police, aperçoit Jason s'enfuir dans les bois et le poursuit. En arrivant près d'une cabane construite avec des déchets verts, l'officier entre dans celle-ci et est tué d'un coup de marteau dans la tête par l'inconnu qu'il poursuivait, qui s'avère être Jason. Ce dernier commence ensuite à attaquer les campeurs. La moitié du groupe a décidé de se rendre en ville. Terri va nager dans le lac. Scott, l’un des campeurs, la surprend et vole ses vêtements. Il est pris dans un piège fait par Jason. Terri retourne à la maison pour chercher de l’aide. Jason attaque Scott et le tue en lui tranchant la gorge. Il tue ensuite Terri.
Dans la maison, le couple Sandra et Jeff s'isole tandis que Vickie séduit Mark, un campeur en fauteuil roulant. Vickie se rend dans sa chambre pour se changer. Mark est tué par Jason, d'un coup de machette en plein visage, et tombe à la renverse dans son fauteuil roulant en descendant une volée de marches sous la pluie. Une lance à la main, Jason se déplace jusqu'à l'endroit où Jeff et sa petite-amie ont des rapports sexuels. Les ayant trouvés, il empale le couple avec la lance, transperçant le matelas. Vickie est assassinée avec un couteau de cuisine dans l'estomac après un coup dans sa jambe droite. Ginny (Amy Steel) et Paul, à leur retour de la ville, trouvent le lit de Sandra rempli de sang. Jason les attaque, Ginny réussit à s’échapper dans la forêt et trouve la cabane où il a tué l’officier, contenant un sanctuaire dédié à sa mère avec la tête tranchée et momifiée de Pamela Voorhees au-dessus de l'autel, entourée de bougies et de nombreux cadavres mutilés.
Quand elle l'entend s'approcher de lui, elle l'attaque frénétiquement, mais il se défend en brandissant une pioche. La vivacité d'esprit de Ginny lui fait se vêtir du chandail de Pamela et manipuler la faible intelligence de Jason pour qu'il pense qu'elle est sa mère. Malheureusement et alors qu'elle s'apprête à lui porter le coup fatal, Jason réalise, en voyant la tête tranchée de sa mère, la supercherie et contre l'attaque de Ginny avec sa pioche. Paul arrive sur ces entrefaites et lutte contre Jason. Comme ce dernier est sur le point de tuer Paul, Ginny lui donne un coup de machette dans l'épaule, ce qui leur permet de s'échapper. Armés d'une fourche cassée, ils se cachent dans une cabane. Ensuite, tout ce qui s'ensuit semble être un rêve, car nous voyons vivante Muffin, la chienne de Terri, dont le corps déchiqueté avait été découvert par Sandra et Jeff lorsqu'ils avaient pénétré dans le territoire du camp sanglant. Attaquant avec une grande violence, Jason surgit d'une fenêtre se trouvant derrière Ginny, révélant son hideux visage déformé. Ginny se réveille plus tard dans une ambulance. Le plan final montre la tête de Mme Voorhees.

## Fiche technique
- Titre original : Friday the 13th Part 2
- Titre français et québécois (original) : Le Tueur du vendredi
- Titre français et québécois (ressortie en DVD et Blu-Ray) : Vendredi 13 : Chapitre 2
- Titre de tournage : Jason
- Réalisation : Steve Miner
- Scénario : Ron Kurz
- Décors : Virginia Field
- Costumes : Ellen Lutter
- Photographie : Peter Stein
- Montage : Susan E. Cunningham
- Musique : Harry Manfredini
- Production : Steve Miner
  - Coproduction : Denis Murphy
  - Production exécutive : Lisa Barsamian et Tom Gruenberg
- Société de distribution : Paramount Pictures
- Budget : 1 million de $
- Pays d'origine :  États-Unis
- Langue : anglais
- Format : Couleurs (DeLuxe) - 1,85:1 - 35 mm - son mono
- Genre : horreur, slasher
- Durée : 87 minutes
- Dates de sortie :
  - États-Unis : 1er mai 1981
  - France : 13 janvier 1982
- Classification : Interdit aux moins de 12 ans lors de sa sortie en France

## Distribution
- Amy Steel (VF : Francine Lainé) : Ginny Field
- John Furey (VF : Pierre Jolivet) : Paul Holt
- Stuart Charno (VF : Denis Boileau) : Ted
- Tom McBride (VF : José Luccioni) : Mark Jarvis
- Lauren-Marie Taylor (VF : Françoise Dorner) : Vickie Perry
- Marta Kober (VF : Jackie Berger) : Sandra Dier
- Bill Randolph (VF : Marc François) : Jeff
- Kirsten Baker (VF : Monique Thierry) : Terry McCarthy
- Adrienne King (VF : Sylvie Feit) : Alice Hardy
- Russell Todd (VF : François Leccia) : Scott Cheney
- Walt Gorney (VF : Georges Atlas) : Ralph
- Warrington Gillette : Jason Voorhees
- Jack Marks (VF : Henry Djanik) : L'officier Winslow
- Cliff Cudney : Max
- Ronn Carroll (VF : Claude Dasset) : sergent Tierney (flashback)
- Betsy Palmer (VF : Paule Emanuele) : Pamela Voorhees (flashback)
- Steve Daskawisz : Jason Voorhees (doublure pour les cascades)

## Production
Steve Daskawisz a été emmené aux urgences durant le tournage; en effet l’actrice Amy Steel a heurté son majeur avec une machette. Daskawisz a eu treize points de suture. Son doigt a été couvert avec un morceau en caoutchouc et les deux acteurs ont insisté pour refaire la scène.
Dans le rôle de Ginny, les producteurs ont fait appel à une quasi-inconnue : Amy Steel. Les producteurs bluffés par son jeu (dont Frank Mancuso Jr.) la rappelèrent cinq ans plus tard pour le film Week-end de terreur, réalisé par Fred Walton, metteur en scène de Terreur sur la ligne (1979). Le film fut l'un des gros succès au box-office de cette année-là.
Betsy Palmer revient dans cette suite pour la scène finale lorsque Jason entend la voix de sa mère en flashback, et croit la voir à la fin.
Warrington Gillette (Warrington Gillette III de son nom complet) est seul mentionné au générique dans le rôle de Jason bien que sa prestation soit des plus limitées, le réalisateur ayant le plus souvent recours à sa doublure, Steve Daskewisz (en) et s'étant emporté contre lui dès le début du tournage, ce qui occasionnera une grande rancœur de la part de l'apprenti comédien dont ce film sera l'unique apparition sur grand écran.

## Réception
Le film est sorti dans les salles américaines le 1er mai 1981. Le film est sorti aussi sur VHS, DVD et en blu-ray.
Comme le premier film, Le Tueur du vendredi est un succès au box-office américain, malgré le peu de critiques favorables qu'il reçoit. En se basant sur trente critiques, le film obtient un score de 33 % sur Rotten Tomatoes. En France, au contraire, c'est un échec commercial (169 000 entrées contre plus de 600 000 pour le premier opus).

### Box-office
| Pays                           | Box-office      | Nbre de sem. | Classement TLT | Date  |
| Box-office États-Unis / Canada | 21.722.776 $    | ? sem.       | 1.986e         | Total |
| Box-office France              | 169 986 entrées | ? sem.       |                | Total |

### Distinctions

#### Nominations
- Satellite Awards 2005 : Meilleur bonus DVD
- Saturn Awards 2014 : Meilleure collection DVD

## Adaptation
Un roman de Simon Hawke basé sur le scénario de Ron Kurz est sorti en 1988 : Friday the 13th Part II: A Novel.

## Autour du film
- Jason apparaît pour la première fois à l'écran. Les meurtres n'ont pas un caractère particulièrement gore mais révèlent une certaine originalité. Jason ne porte pas encore le masque de hockey caractéristique, mais un sac de pommes de terre avec un trou pour un œil.
- On retrouve une scène similaire à celle de l'histoire autour du feu de camp dans le film Carnage de Tony Maylam, sorti une semaine plus tard et lui-même fortement inspiré du premier Vendredi 13.
- Steve Miner a également réalisé le troisième épisode officiel de la saga : Meurtres en 3 dimensions (1982). On lui doit aussi House (1986), Soul Man (1987), Halloween, 20 ans après (1998) et Lake Placid (2000).